# كامل العدد (مسلسل)
كامل العدد هو مسلسل تلفزيوني مصري عُرض في شهر رمضان عام 1444 هـ (23 مارس 2023م) على منصة شاهد، من بطولة دينا الشربيني، شريف سلامة وإسعاد يونس، من تأليف رنا أبو الريش ويسر طاهر، ومن إخراج خالد الحلفاوي.

## قصة المسلسل
عندما يتقابل أحمد طبيب التجميل، وليلى صاحبة مشروع مستحضرات التجميل سرعان ما يقعا في غرام بعضهما البعض، ولكن ظروفهما العائلية المختلفة تقف سببا عائقا أمام العلاقة، ولكنهما يقررا الزواج وتحدي الظروف.

## بطولة
- دينا الشربيني: (ليلى تيمور)
- شريف سلامة: (أحمد مختار)
- إسعاد يونس: (حياة عبد الجواد)
- آية سماحة: (هنزادة تيمور)
- أحمد جمال سعيد: (طارق)
- جيهان الشماشرجي: (انجي)
- عمرو جمال: (خالد)
- مصطفى درويش: (عمر)
- سمر علام: (آية)
- تميم عبده: (مختار)
- أحمد كمال: (تيمور أبو العز)
- سيليا محمد سعد: (فرح)
- مالك عماد: (فريد)
- باسم موريس عدلي (دكتور نشأت)
- لينا صوفيا بن حمّان: (فريدة)
- جاسيكا حسام الدين: (أمينة)
- حمزة دياب: (شريف)
- سارة النجار
- ألفت إمام: (فاتن)
- إنجي سلامة
- زياد الشرقاوي: (إياد)
- عمرو عثمان: (مجدي)
- محمود الليثي (بنفسة - ضيف شرف)
- صالح عبد النبي: (يزبك - طليق ليلي)
- محسن صبري: (فؤاد)
- هدى الإدريسي: (هالة)